# Сойомбо (писемність)
Писемність Сойомбо (монг. Соёмбо бичиг, сойомбо бічіг) — одна з історичних монгольських писемностей, абугіда, розроблена монгольським ченцем і викладачем Дзанабадзаром в 1686 році, щоб писати монгольською мовою. Також її можна використовувати, щоб писати тибетською мовою і санскритом.
Спеціальний символ шрифту Сойомбо став національним символом Монголії і представлений на прапорі Монголії, прийнятому в 1911 році, а також використовується як нашивка на військову форму, зображений на грошах, державних печатках тощо.

## Винахід
Писемність Сойомбо — була винайдена через 38 років після винаходу письма тодо бічіг («ясне письмо»).
За легендою Дзанабадзар якось вночі побачив у небі схожі на літери знаки, їх він і включив в свою нову писемність. Назва писемності походить від санскритського слова сваямбху, що означає «створення самого себе».
Фактично складова система Сойомбо заснована на письмі деванагарі, а форма букв походить від індійського письма Ранджана. Окремі символи нагадують традиційне монгольське письмо і Орхонські руни.

## Витоки
Сойомбо; перша монгольська писемність, в якій застосовано напрям письма зліва направо, на відміну від попередніх вертикальних систем.

## Unicode
| Сойомбо Офіційна таблиця символів Консорціума Юнікоду(PDF) |   |   |   |   |   |   |   |   |   |   |   |   |   |   |   |   |
|                                                            | 0 | 1 | 2 | 3 | 4 | 5 | 6 | 7 | 8 | 9 | A | B | C | D | E | F |
| U+11A5x                                                    | 𑩐 | 𑩑  | 𑩒  | 𑩓  | 𑩔  | 𑩕  | 𑩖  | 𑩗  | 𑩘  | 𑩙  | 𑩚  | 𑩛  | 𑩜 | 𑩝 | 𑩞 | 𑩟 |
| U+11A6x                                                    | 𑩠 | 𑩡 | 𑩢 | 𑩣 | 𑩤 | 𑩥 | 𑩦 | 𑩧 | 𑩨 | 𑩩 | 𑩪 | 𑩫 | 𑩬 | 𑩭 | 𑩮 | 𑩯 |
| U+11A7x                                                    | 𑩰 | 𑩱 | 𑩲 | 𑩳 | 𑩴 | 𑩵 | 𑩶 | 𑩷 | 𑩸 | 𑩹 | 𑩺 | 𑩻 | 𑩼 | 𑩽 | 𑩾 | 𑩿 |
| U+11A8x                                                    | 𑪀 | 𑪁 | 𑪂 | 𑪃 | 𑪄 | 𑪅 | 𑪆 | 𑪇 | 𑪈 | 𑪉 | 𑪊  | 𑪋  | 𑪌  | 𑪍  | 𑪎  | 𑪏  |
| U+11A9x                                                    | 𑪐  | 𑪑  | 𑪒  | 𑪓  | 𑪔  | 𑪕  | 𑪖  | 𑪗  | 𑪘  | 𑪙  | 𑪚 | 𑪛 | 𑪜 | 𑪝 | 𑪞 | 𑪟 |
| U+11AAx                                                    | 𑪠 | 𑪡 | 𑪢 |   |   |   |   |   |   |   |   |   |   |   |   |   |